# Unterer Hausherzberger Teich

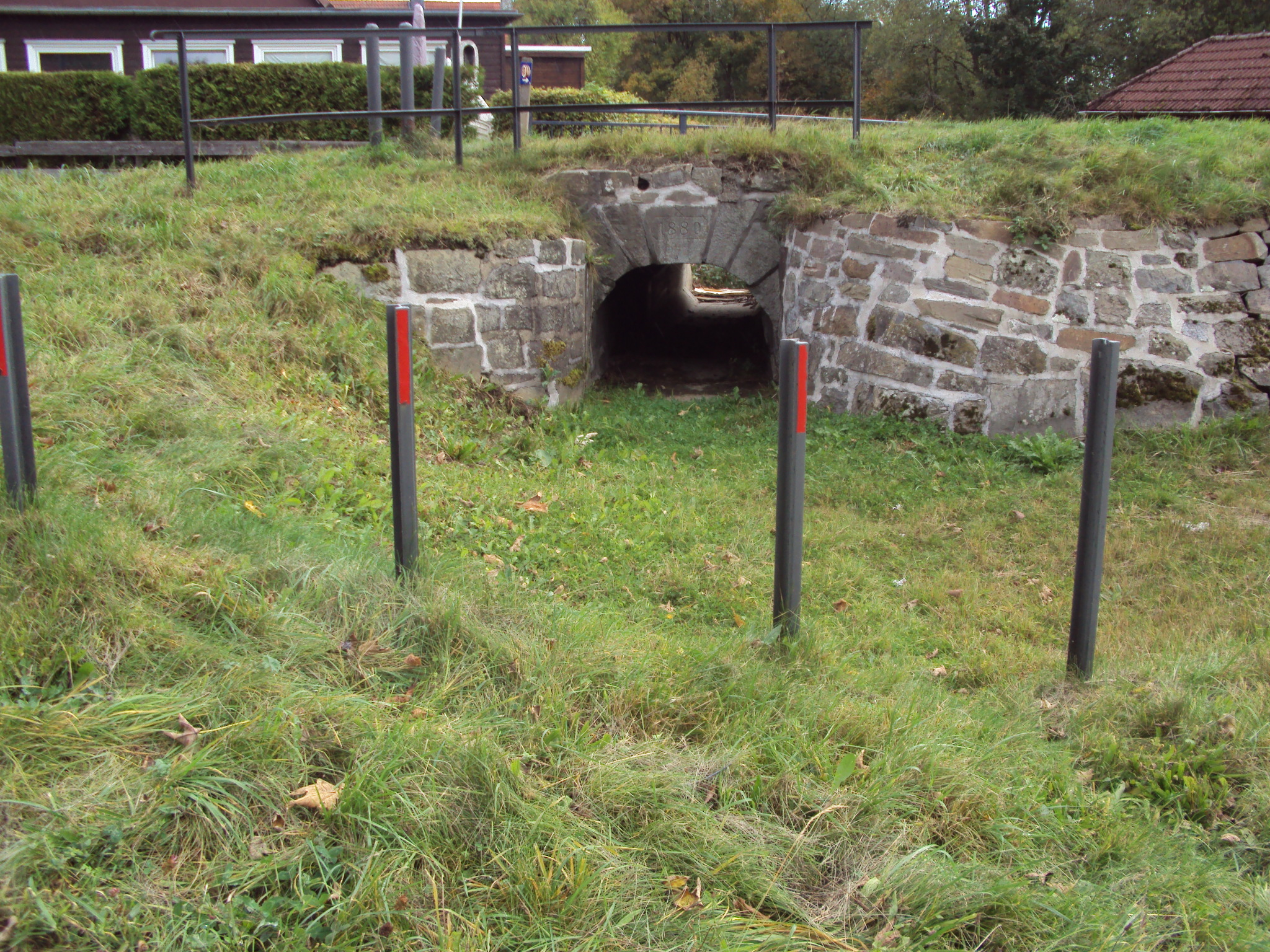
Grauwacke-Trockenmauergewölbe der Hochwasserentlastungsanlage

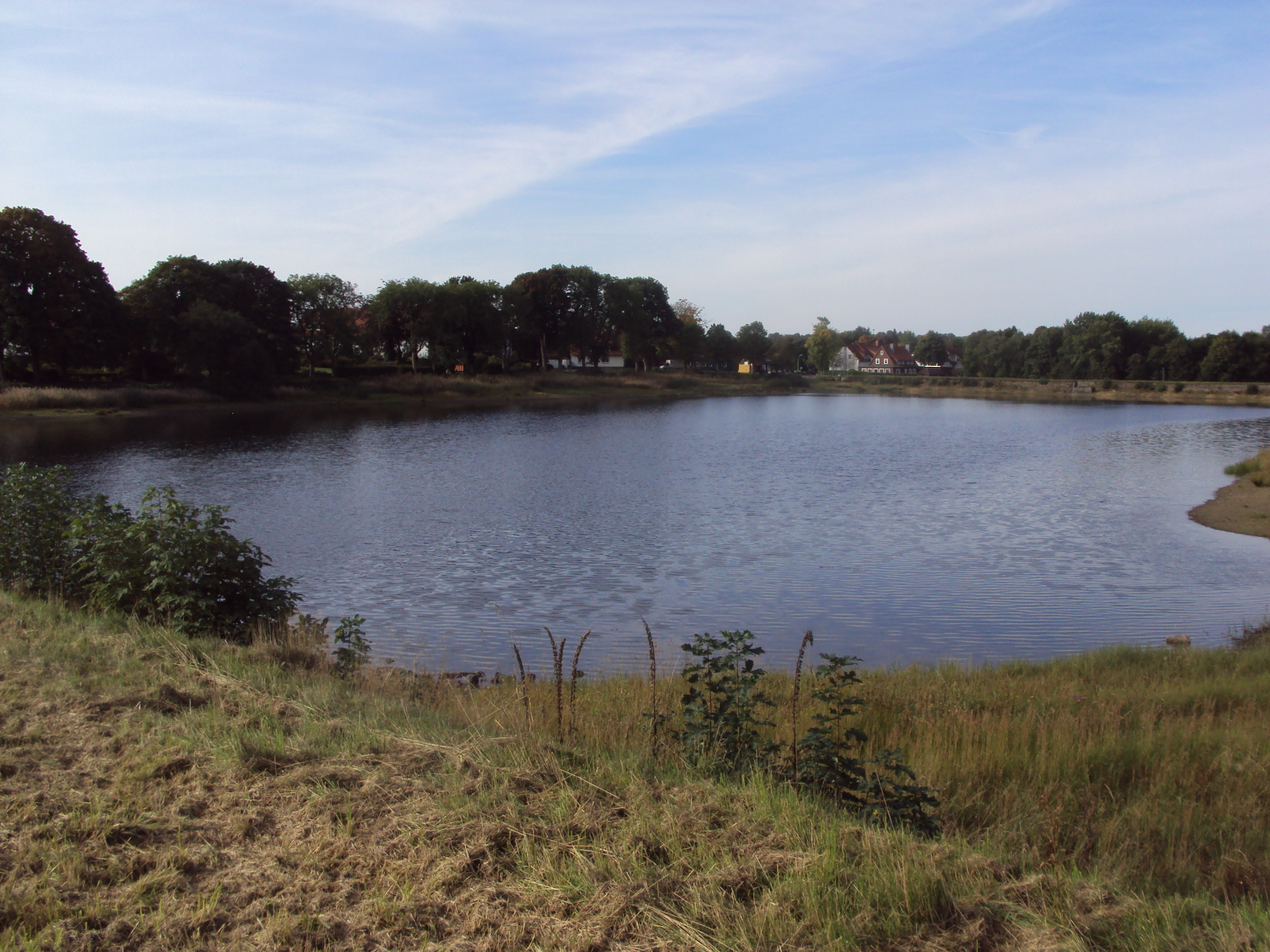
Unterer Hausherzberger Teich, Blick von Nordost

Der Untere Hausherzberger Teich ist eine historische Talsperre bei Clausthal-Zellerfeld. Er wurde im Zusammenhang mit dem Oberharzer Wasserregal von Oberharzer Bergleuten im 17. Jahrhundert angelegt und gehört zu den Oberharzer Teichen. Wie alle Bauwerke des Oberharzer Wasserregals ist auch der Untere Hausherzberger Teich seit dem Jahr 2010 Bestandteil des UNESCO-Weltkulturerbes Bergwerk Rammelsberg, Altstadt von Goslar und Oberharzer Wasserwirtschaft.

## Lage
Der Teich liegt am östlichen Stadtrand von Clausthal-Zellerfeld bzw. am nördlichen Rand des Viertels „Tannenhöhe“. Oberhalb liegt der Obere Hausherzberger Teich und der Lange Teich. Unterhalb befindet sich der Untere Eschenbacher Teich.

## Beschreibung
Der Staudamm wurde als Erdbauwerk, das heißt mit einer Erd- und Felsschüttung, erstellt. Dieses Dammschüttmaterial wurde örtlich gewonnen und ist von überwiegend steiniger Substanz. Die Dichtung besteht aus Rasensoden und verläuft entlang der wasserseitigen Böschung. Es handelt sich um einen Teich der „Alten Bauart“, der aber zu einem unbekannten Zeitpunkt zur neuen Bauart mit Striegelschacht in Dammmitte umgebaut worden ist.
Der Grundablass ist als sehr leistungsfähiges Stahlrohr DN 500 mit luftseitigem Schieber konstruiert; er muss Mitte des 20. Jahrhunderts eingebaut worden sein. Von hier aus verlief eine Druckleitung DN 500 zum Kraftwerk Wilhelmschacht, wo das Wasser in 360 m Tiefe mehrere Pelton-Turbinen antrieb. Da der Teich über den Dammgraben mit seinem deutlich größeren Einzugsgebiet zuverlässig Wassernachschub erhielt, war er in den Betriebszeiten dieses Kraftwerkes von 1930 bis 1981 eine sehr wichtige Anlage, wobei er aufgrund der angezielten Spitzenstromerzeugung starken Wasserspiegelschwankungen ausgesetzt war.
Die Hochwasserentlastungsanlage ist als Grauwacke-Gewölbebrücke konstruiert.

## Bauwerkshistorie
Das Bauwerk muss vor 1671 errichtet worden sein. Der Schlussstein des Trockenmauer-Gewölbes der Ausflut trägt die Jahreszahl „1880“ und könnte den Zeitpunkt der letzten umfangreichen Sanierung der Ausflut wiedergeben.
Die Verfüllung des Striegelschachtes und Einbau des Stahlrohres DN 500 als Grundablass muss in der ersten Hälfte des 19. Jahrhunderts passiert sein. 1944 erhielt der Damm zwei Bombentreffer bei einem Angriff der US-Luftstreitkräfte, welcher hauptsächlich dem Werk Tanne galt. Diese Bombentreffer zerstörten das Schieberhaus am luftseitigen Dammfuß und rissen tiefe Löcher von insgesamt 700 m³ in den Damm. Aufgrund der Beschädigung der Grundablassleitung lief der Teich leer. Die Schäden wurden unverzüglich wieder behoben und der Teich wieder angestaut.

## Einzugsgebiet, Wasserwirtschaft
Da der Obere Hausherzberger Teich sein Wasser in der Regel über den Mönchstaler Wasserlauf in Richtung Oker ablaufen lässt, erreicht nur ein kleiner Teil des Wassers aus dem natürlichen Einzugsgebiet den Teich. Er wird aufgrund von hydraulischen Engpässen im Zellbach unterhalb als Hochwasserschutzteich gefahren. Zu einem Überlauf über die Hochwasserentlastungsanlage kommt es extrem selten.
Das Einzugsgebiet besteht im Norden und Osten aus Wald, im Süden befinden sich Wohngebiete, deren Regenwasserkanal in den Teich entwässert.